# Вільгельм Фібіг
Вільгельм Альбрехт Дітріх Фібіг (нім. Wilhelm Albrecht Dietrich Viebig; 3 червня 1899, Східний Прігніц-Руппін — 16 січня 1982, Бад-Дрібург) — німецький вершник і офіцер, генерал-майор вермахту. Кавалер Німецького хреста в золоті.

## Біографія
Один із восьми дітей фермера і власника лицарської мизи Вільгельма Августа Фібіга і його дружини Марти Гертруди Елізабет, уродженої Пфістер. 3 вересня 1916 року вступив в Імперську армію. Учасник Першої світової війни. Після демобілізації армії залишений в рейхсвері. З 1 березня 1930 року — інструктор кавалерійського училища Ганновера. Займався підготовкою вершників до змагань, включаючи літні Олімпійські ігри 1936. З 1 жовтня 1936 року — командир гірської артилерійської батареї. З 1 жовтня 1937 року — командир 2-го батальйону 23-го артилерійського полку 23-ї піхотної дивізії.
З 1 вересня 1939 року — командир 257-го артилерійського полку 257-ї піхотної дивізії. З 1 грудня 1942 року — офіцер-артилерист Генштабу вищого армійського командування «Фон Манштайн». З 1 січня 1942 року — командир 23-го артилерійського полку 23-ї піхотної дивізії, з вересня 1942 року — 93-го танково-артилерійського полку 26-ї піхотної дивізії. 15 травня 1944 року відряджений в командування 3-го військового округу, 10 серпня — 277-ї фольксгренадерської дивізії. З 4 вересня — командир дивізії. 9 березня 1945 року взятий в полон британськими військами. 17 травня 1948 року звільнений.
З вересня 1948 по 1951 рік — інструктор з верхової їзди Королівських кінних гвардійців в британській зоні окупації Німеччини. З 1952 року тренував військових вершників для Німецького олімпійського комітету у Варендорфі. З 1 квітня 1953 року — директор конюшень Варендорфа.

## Сім'я
6 грудня 1933 року одружився з Сфеєю фон Крігер. В пари народились 2 дочки — Сфея (1935) і Анна-Крістіана (1940).

## Звання
- Фанен-юнкер (3 вересня 1916)
- Лейтенант (14 серпня 1917)
- Обер-лейтенант (31 липня 1925)
- Гауптман (1 квітня 1933)
- Майор (1 січня 1937)
- Оберст-лейтенант (1 квітня 1940)
- Оберст (1 лютого 1942)
- Генерал-майор (1 січня 1945)

## Нагороди
- Залізний хрест 2-го і 1-го класу
- Хрест «За військові заслуги» (Мекленбург-Шверін) 2-го класу
- Почесний хрест ветерана війни з мечами
- Медаль «За вислугу років у Вермахті» 4-го, 3-го і 2-го класу (18 років)
- Застібка до Залізного хреста
  - 2-го класу (8 травня 1940)
  - 1-го класу (18 липня 1940)
- Німецький хрест в золоті (25 січня 1942)
- Медаль «За зимову кампанію на Сході 1941/42» (20 липня 1942)